# Прибрежный (Восточно-Казахстанская область)
Прибрежный (каз. Прибрежный) — посёлок в Зыряновском районе Восточно-Казахстанской области Казахстана. Административный центр Прибрежной поселковой администрации. Находится примерно в 38 км к западу от районного центра, города Зыряновска. Код КАТО — 634849100.

## География
Поселок находится на берегу Бухтарминского водохранилища. Через посёлок протекает река Таловка. А рядом с посёлком находится гора Аблакетка.

## Население
В 1999 году население посёлка составляло 1347 человек (642 мужчины и 705 женщин). По данным переписи 2009 года, в посёлке проживали 872 человека (420 мужчин и 452 женщины).

## Экономика
В поселке находится Восточно-Казахстанский судостроительно-судоремонтный завод (бывш. Первомайский судоремонтный судостроительный завод). В состав Прибрежнеского поселкового округа также входит станция Заводинка.